# Obóz koncentracyjny w Fossoli
Obóz koncentracyjny w Fossoli (wł. Campo di Fossoli) – obóz jeniecki i obóz koncentracyjny w północnych Włoszech w okresie II wojny światowej. Od stycznia 1944 roku stanowił także miejsce internowania przeciwników faszyzmu. 
14 lipca 1944 w ramach represji za zamach na żołnierzy niemieckich w Genui rozstrzelano w nim współtwórcę i dowódcę VAI, Jerzego Sasa-Kulczyckiego.